# Championnats d'Europe de course en montagne 2012
Navigation
2011 2013
Les championnats d'Europe de course en montagne 2012 sont une compétition de course en montagne qui s'est déroulée le 7 juillet 2012 à Pamukkale et à travers le site archéologique de Hiérapolis en Turquie. Il s'agit de la dix-huitième édition de l'épreuve.

## Résultats
Le parcours de base est le même pour toutes les catégories avec une boucle d'environ 4 km et 240 m de dénivelé positif, dont 100 m sur des escaliers du site archéologique.
La course senior masculine s'est disputée sur trois tours pour un total de 12,2 km comportant un dénivelé positif de 700 m. Avec 49 coureurs au départ, l'épreuve est remportée par le coureur local Ahmet Arslan qui décroche son sixième titre d'affilée. Il devance son compatriote Ercan Muslu et le Roumain Ionut Zinca. Néanmoins, avec trois athlètes dans le top 10, l'Italie remporte le classement par équipes devant la Turquie et la France.
La course féminine se dispute sur deux tours pour 8,3 km avec 470 m de dénivelé positif, elle est remportée par la Suissesse Monika Fürholz qui devance la Russe Nadezhda Leshchinskaia et la Tchèque Pavla Schorná-Matyášová. Le classement par équipes féminin est remporté par le Royaume-Uni. L'Italie et la Russie terminent avec 30 points mais à l'avantage de l'Italie grâce à la 14e place de Maura Trotti face à la 17e place d'Aleksandra Zhavoronkova. 
L'épreuve junior masculine est disputée le même circuit que les seniors femmes, elle est remportée par le Turc Ahmet Özrek. Le parcours junior féminin ne fait qu'une seule boucle avec 4,4 km comprenant 240 m de dénivelé positif, la course est remportée par la Britannique Annabel Mason.

### Seniors
| Rang               | Athlète           | Pays     | Temps       |
| ------------------ | ----------------- | -------- | ----------- |
| Médaille d'or      | Ahmet Arslan      | Turquie  | 49 min 46 s |
| Médaille d'argent  | Ercan Muslu       | Turquie  | 49 min 57 s |
| Médaille de bronze | Ionut Zinca       | Roumanie | 50 min 19 s |
| 4                  | Gabriele Abate    | Italie   | 50 min 33 s |
| 5                  | Marco De Gasperi  | Italie   | 50 min 49 s |
| 6                  | Julien Rancon     | France   | 51 min 00 s |
| 7                  | Xavier Chevrier   | Italie   | 51 min 23 s |
| 8                  | Simon Lechleitner | Autriche | 51 min 26 s |

| Rang               | Pays                                                                                          | Points |
| ------------------ | --------------------------------------------------------------------------------------------- | ------ |
| Médaille d'or      | Italie Gabriele Abate (4e) Marco De Gasperi (5e) Xavier Chevrier (7e) Bernard Dematteis (23e) | 16     |
| Médaille d'argent  | Turquie Ahmet Arslan (1er) Ercan Muslu (2e) Mehmet Akkoyun (16e) Deniz Kazan (28e)            | 19     |
| Médaille de bronze | France Julien Rancon (6e) Maxime Durand (20e) Saïd Jandari (22e) Ludovic Pelle (31e)          | 48     |

| Rang               | Athlète                 | Pays        | Temps       |
| ------------------ | ----------------------- | ----------- | ----------- |
| Médaille d'or      | Monika Fürholz          | Suisse      | 39 min 54 s |
| Médaille d'argent  | Nadezhda Leshchinskaia  | Russie      | 40 min 03 s |
| Médaille de bronze | Pavla Schorná-Matyášová | Tchéquie    | 40 min 07 s |
| 4                  | Mary Wilkinson          | Royaume-Uni | 40 min 10 s |
| 5                  | Verónica Pérez          | Espagne     | 40 min 21 s |
| 6                  | Emma Clayton            | Royaume-Uni | 40 min 27 s |
| 7                  | Antonella Confortola    | Italie      | 40 min 54 s |
| 8                  | Sarah McCormack         | Irlande     | 40 min 54 s |

| Rang               | Pays                                                                                            | Points |
| ------------------ | ----------------------------------------------------------------------------------------------- | ------ |
| Médaille d'or      | Royaume-Uni Mary Wilkinson (4e) Emma Clayton (6e) Katie Walshaw (10e)                           | 20     |
| Médaille d'argent  | Italie Antonella Confortola (7e) Alice Gaggi (9e) Maura Trotti (14e) Maria Grazia Roberti (18e) | 30     |
| Médaille de bronze | Russie Nadezhda Leshchinskaia (2e) Nigina Khaitova (11e) Aleksandra Zhavoronkova (17e)          | 30     |

### Juniors
| Rang               | Athlète          | Pays      | Temps       |
| ------------------ | ---------------- | --------- | ----------- |
| Médaille d'or      | Ahmet Özrek      | Turquie   | 35 min 18 s |
| Médaille d'argent  | Anton Palzer     | Allemagne | 36 min 26 s |
| Médaille de bronze | Vitaliy Lagushin | Russie    | 50 min 29 s |

| Rang               | Pays                                                                                              | Points |
| ------------------ | ------------------------------------------------------------------------------------------------- | ------ |
| Médaille d'or      | Turquie Ahmet Özrek (1er) Yetkin Tunctan (5e) Serkan Demir (11e)                                  | 17     |
| Médaille d'argent  | Russie Vitaliy Lagushin (3e) Rodion Reshetnikov (4e) Vasilii Danilov (19e) Marat Nurniyazov (38e) | 26     |
| Médaille de bronze | Tchéquie Jan Janů (7e) Josef Havlíček (8e) Filip Záveský (12e) Libor Bucifal (18e)                | 27     |

| Rang               | Athlète         | Pays        | Temps       |
| ------------------ | --------------- | ----------- | ----------- |
| Médaille d'or      | Annabel Mason   | Royaume-Uni | 20 min 25 s |
| Médaille d'argent  | Sevilay Eytemiş | Turquie     | 21 min 14 s |
| Médaille de bronze | Çeşminaz Yılmaz | Turquie     | 21 min 45 s |

| Rang               | Pays                                                                          | Points |
| ------------------ | ----------------------------------------------------------------------------- | ------ |
| Médaille d'or      | Turquie Sevilay Eytemiş (2e) Çeşminaz Yılmaz (3e) Seyran Adanır (9e)          | 5      |
| Médaille d'argent  | Royaume-Uni Annabel Mason (1re) Melanie Hyder (4e) Laura Riches (6e)          | 5      |
| Médaille de bronze | Bulgarie Marinela Nineva (5e) Militsa Mircheva (7e) Hristiyana Braykova (15e) | 12     |